# Maneaba

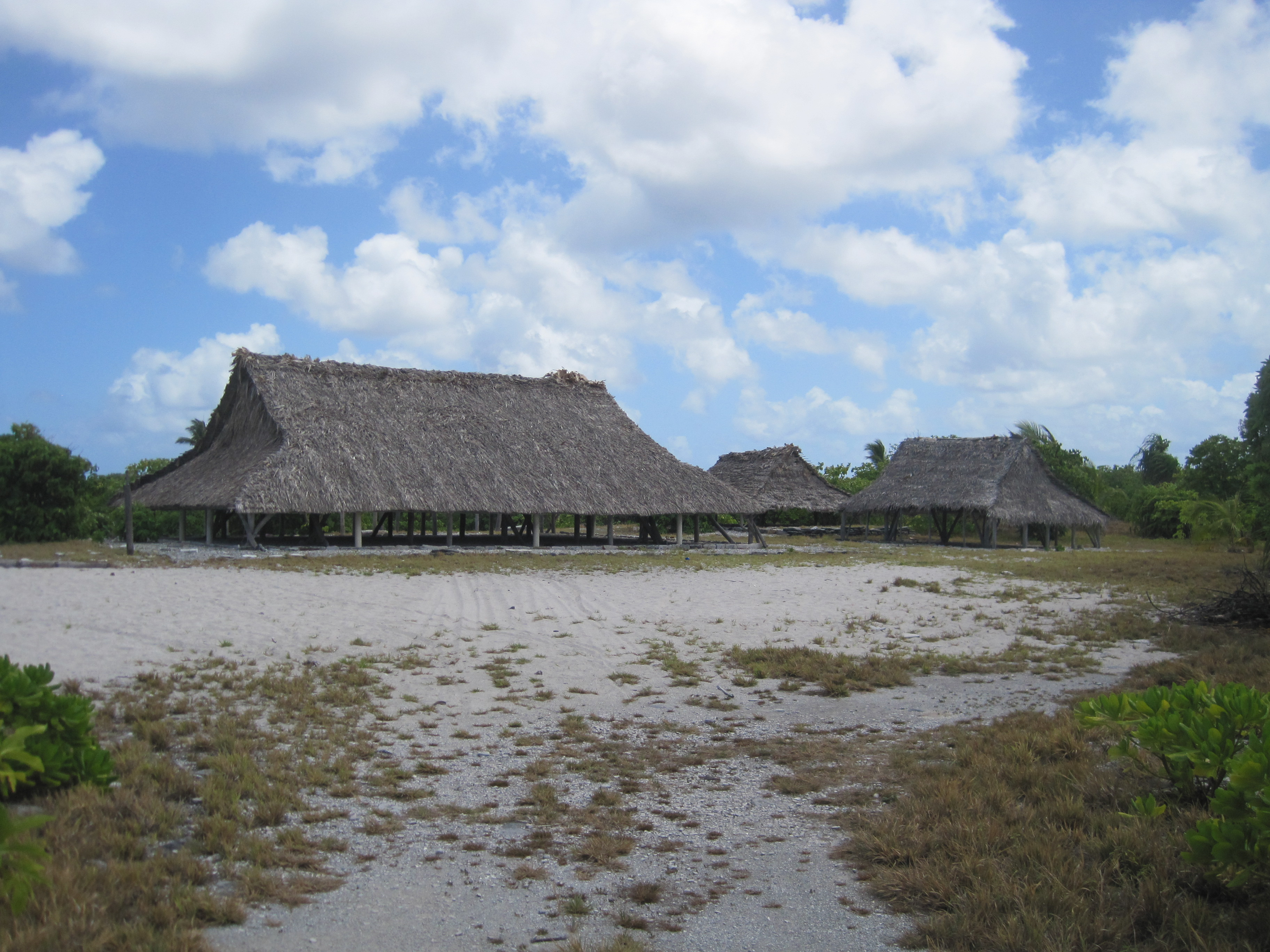
Maneaba tradicional a Babaroroa, Kiribati

La maneaba o casa de reunions és el cor de qualsevol comunitat de Kiribati. La maneaba no és només l'edifici més gran de qualsevol poble, sinó que és el centre de la vida del poble i la base de la governança de l'illa i del país.
Una maneaba tradicional és una estructura imponent, amb lloses de corall que sostenen un enorme sostre format per fusta de coco, unit amb corda de coco i cobert amb fulles de pandanus. Tota la comunitat participa en la seva construcció, i cada aspecte de la maneaba té una funció simbòlica i pràctica.
Una maneaba té una funció cultural similar a la d'un marae polinèsic. A les illes veïnes de Tuvalu (abans anomenades Illes Ellice), la casa de reunions s'anomena maneapa o ahiga. La compartició d'aquest element pot tenir a veure amb el fet que Kiribati i Tuvalu fossin anteriorment la colònia de la corona britànica de les illes Gilbert i Ellice.
La Cambra de l'Assemblea (Kiribati) o Govern de Kiribati es coneix com a Maneaba ni Maungatabu, o maneaba de la Muntanya Sagrada.